# Алекситимія
Алекситимія (грец. a — заперечення, lexis — слово, thyme — почуття) — нездатність особи називати емоції, пережиті нею або іншими людьми, тобто переводити їх у вербальний план. Основними характеристиками алекситимії є виражена дисфункція емоційного усвідомлення, соціальної прихильності та міжособистісних стосунків. Крім того, люди з алекситимією мають труднощі в розрізненні та оцінці емоцій інших людей, що, як вважається, призводить до неефективного емоційного реагування. Алекситимія виникає приблизно у 10 % населення та може виникнути при ряді психоемоційних станів.
Нездатність людини описати словами власні емоції призводить до невміння розпізнавати їх, а також свої почуття або тривогу. А невміння усвідомлювати свої емоції не дозволяє зрозуміти переживання і почуття інших людей і співпереживати їм. В такому випадку світ поступово стає бідним на почуття і багатим на події, вони виходять на перший план у збиток внутрішнім переживанням, і людина з часом перестає емоційно включатися в об'єктивну ситуацію. В результаті вона не проживає її, не виносить з неї свого особистого досвіду.
Це обмеження чуттєвих зв'язків зі світом, і воно зменшує здатність відрізняти почуття від тілесних відчуттів, адекватно реагувати в стресових і конфліктних ситуаціях, розуміти світ у всій його складності і побудувати подібний контекст ситуації. Тому у людини виникає відчуття, що його переслідують невдачі в діяльності, можливо, реальні, а можливо, що існують тільки в його в свідомості. І ці невдачі починають набувати для людини велику емоційну значимість і особистісний сенс, ніж досягнення мети. І тоді спотворюється мотиваційна сфера, смислові акценти зміщуються, а саме вони багато в чому визначають взаємини людини з навколишньою дійсністю.

## Прояви
Зазвичай алекситимія проявляється таким чином: у Вас «немає слів» для вираження почуттів, або Ви невпевнені у визначенні емоційно-зарядженої значущої для Вашого психічного життя ситуації, або не здатні пояснити, розповісти, що з Вами відбувається на рівні почуттів. Зазвичай при алекситимії Вам рідко сняться сни і вони неяскраві і уривчасті.
На що це схоже в реальному житті? Якщо, наприклад, такій людині, яка просто сидить в кріслі, поставити запитання: «Що ви зараз відчуваєте?», Він досить часто відповість: «Нічого. Що я можу відчувати, якщо навколо нічого не відбувається? Відчуваю, що крісло м'яке…» або почне переходити до опису своїх дій: «Сиджу в кріслі, дивлюся на картину» або до опису ситуації: «За вікном гарна погода, на стіні картина…». Замість того, щоб сказати: «Я відчуваю радість, тому що за вікном гарна погода, а на стіні красива картина…»

## Первинна та вторинна алекситимія
Алекситимія може бути стійкою рисою особистості, а може — тимчасовою реакцією на депресію або тривогу. Якщо це риса людини, то її розвиток починається в підлітковому віці. Якщо не навчити дитину розповідати про те, що вона відчуває і як це висловлювати, то вона не навчиться співпереживати. А батьки часто не просто не питають дитину про її почуття, а навпаки, вчать всіляко їх приховувати, демонструючи своїм прикладом відповідну поведінку. Тоді виростають люди з нерозвиненою здатністю до усвідомлення і вираження почуттів — люди з первинною алекситимією.
Але алекситимія може бути і вторинною. Вона розвивається в результаті переважання захисних механізмів в процесі розвитку особистості. Тобто, якщо вираження почуттів приносило в минулому негативний результат — біль, страх, почуття провини тощо, людина отримувала негативний травматичний досвід і, як наслідок, дійшла висновку, що свої почуття краще ніколи не показувати і нікому про них не розповідати. А щоб випадково не проговоритися, краще приховувати їх і від самої себе. На жаль, відмова від можливого болю часто характеризується і протилежним — відмовою від можливої радості.

## Ознаки алекситимії
Людина з алекситимією закрита до нового досвіду і концентрується на негативних переживаннях. Ці люди більше за інших схильні до депресії і розвитку психосоматичних захворювань (ішемічна хвороба серця, гіпертонія, виразкова хвороба шлунка та дванадцятипалої кишки, бронхіальна астма тощо), перебіг цих хвороб у них, в середньому, більш тяжкий у порівнянні з іншими хворими, а лікування проходить довше і приносить менше результатів.
Алекситимія може бути характерною ознакою важкої тривалої стресової ситуації, до якої людина вже звикла та оцінює як нормальну. Нерідко, наслідком алекситимії є самотність. Крім того, алекситимія характеризується певними порушеннями емоційних і особистісних процесів, а також сфери мислення.
В емоційній сфері вона проявляється як нездатність до точного розпізнання і опису свого емоційного стану і емоційного стану інших людей, недостатня емоційна залученість в об'єктивну ситуацію (фіксування в більшій мірі на зовнішніх подіях, ніж на внутрішніх переживаннях), труднощі у проведенні відмінностей між почуттями і тілесними відчуттями. Такі люди не можуть, наприклад, відрізнити хронічну втому від стану депресії.
В особистісній сфері алекситимія проявляється в небажанні чи нездатності до рефлексії (процес самопізнання людиною своїх внутрішніх психічних актів і станів, процес роздумів про те, що відбувається в його власній свідомості), що, в свою чергу, призводить до спрощення життєвої спрямованості, збіднення взаємозв'язків з навколишнім світом, іноді — деякої інфантильності.
У сфері мислення людина вважає за краще користуватися наочно-дієвим мисленням, а не абстрактно-логічним, не використовує можливості своєї уяви, про що свідчить відсутність схильності до мрій і фантазій. Він також мало використовує процеси категоризації (психічний процес віднесення одиничного об'єкта, події, переживання до деякого класу, тобто категоризація — це процес узагальнення з наступною класифікацією) і символізації мислення.
Для виявлення схильності до алекситимії використовується Торонтський алекситимічний тест або Торонтська алекситимічна шкала (TAS).

## Прагматизм і творчість
Надмірний прагматизм є наслідком алекситимії. Як і відсутність творчого ставлення до життя. Творчість — це прояв самовираження, своєї власної індивідуальності, нестандартності сприйняття, радості існування. Відсутність радості призводить до відчуття сірості життя, «незрозумілого» почуттю, що «начебто все гаразд, але щось не так», до конкретно необґрунтованого незадоволення життям.
У свою чергу, негативні стани не можуть не позначатися на близьких людях: дружині, дітях, друзях, іноді на колегах по роботі або підлеглих. Таким чином зароджуються труднощі і конфлікти в міжособистісних відносинах, посилені невмінням зрозуміти переживання і емоції інших людей, зниженою здатністю до співчуття і співпереживання.
Часто при алекситимії у людей певного складу особистості легко виникають короткочасні, різко виражені в поведінці емоційні вибухи, причини яких ними погано усвідомлюються.

## Виділяють ряд факторів, який сприяє розвитку алекситимії
1. Специфічний тілесний досвід. Захворювання в ранньому дитинстві, або операція з подальшим тривалим обмеженням активності.
2. Фіксація уваги сім'ї на захворюванні дитини. Включення хвороби в соціальну ситуацію розвитку сім'ї як її центральна ланка.
3. Директивне нав'язування хворому інвалідного стилю життя.
4. Тривале переживання неуспіху в значущій діяльності. Значимо в вікових кризах розвитку.
5. Обмеженість емоційного досвіду спектром негативних емоцій.
6. Нездатність власного втручання в обставини життя.

## Рефлексія і саморегуляція
Обмеження можливості розуміти себе, пов'язане зі слабким використанням здібностей до рефлексії, стає значною перешкодою для усвідомлення того, що відбувається, для можливості цілісного уявлення власного життя. Адже рефлексія дає можливість подивитися на себе з боку, усвідомити сенс власного життя і діяльності, дозволяє побачити їх у тимчасовому взаємозв'язку, здійснити смислове зв'язування сьогодення з минулим і майбутнім, що дозволяє людині створювати і зберігати внутрішню гармонію, необхідним чином змінювати свій внутрішній світ і не опинятися цілком у владі ситуації.
Рефлексія — це один із механізмів змістової саморегуляції, тому є джерелом свободи і стійкості особистості, її саморозвитку. Це усвідомлювана форма смислової регуляції, що відрізняється від засвоєних нами в процесі життя і розвитку неусвідомлюваних психічних автоматизмів.
Саморегуляція дозволяє людині змінюватися відповідно до зміни обставин зовнішнього світу і умов його життя, підтримує необхідну для діяльності людини психічну активність, забезпечує свідому організацію і корекцію її дій.
Головне, що людина усвідомлює мотиви власної діяльності і може керувати своїми потребами, і це дає їй можливість бути господарем, творцем власного життя, свободу від обставин і можливість самоактуалізації, активного творчого ставлення до свого життя, розуміння своєї самоідентичності. Здатність довільно управляти власними мотивами — одна з найважливіших характеристик людини, показник гармонії і зрілості особистості.

## В художній літературі
Алекситимії присвячений роман корейської письменниці Сон Вонпхьон «Мигдаль». В українському перекладі роман опублікований видавництвом «Сафран» у 2024 році.